# Carl Grimbergsgatan
Carl Grimbergsgatan ligger i stadsdelarna Annedal och Guldheden (nr 52) i Göteborg. Den fick sitt namn 1941 efter historikern Carl Grimberg, som växte upp i området. 

## Historia
Åren 1867-72 var namnet Annebergsgatan efter egendomen Anneberg (vid nuvarande Västergatan 2) i närheten. Den omfattade endast sträckan från Anneberg och söderut. Därefter och fram till 1941, hette den norra delen av gatan Haga Kyrkogata. Gatan är cirka 450 meter lång, och sträcker sig från korsningen av Föreningsgatan/Folke Bernadottes gata och söderut till Seminariegatan. Dessutom slutar gatan i en avstickare, en cirka 70 meter lång förlängning av Rygången åt sydost men numren 46–52. Carl Grimbergsgatan är numrerad 1–52.
Under sin väg mot Seminariegatan, möter Carl Grimbergsgatan först Annedals Trappor, därefter Spekebergsgatan, Brunnsgatan, Muraregatan och Rygången. Kvarteren längs gatan heter: 3:e kvarteret Krikonet, 4:e kvarteret Plommonet, 5:e kvarteret Aprikosen, 6:e kvarteret Ollonet, 7:e kvarteret Persikan, 8:e kvarteret Druvan, 9:e kvarteret Bananen, 10:e kvarteret Citronen, 11:e kvarteret Ananasen, 12:e kvarteret Brödfrukten, 13:e kvarteret Mandeln och 22:a kvarteret Kokosnöten.

## Robert Dicksons stiftelse

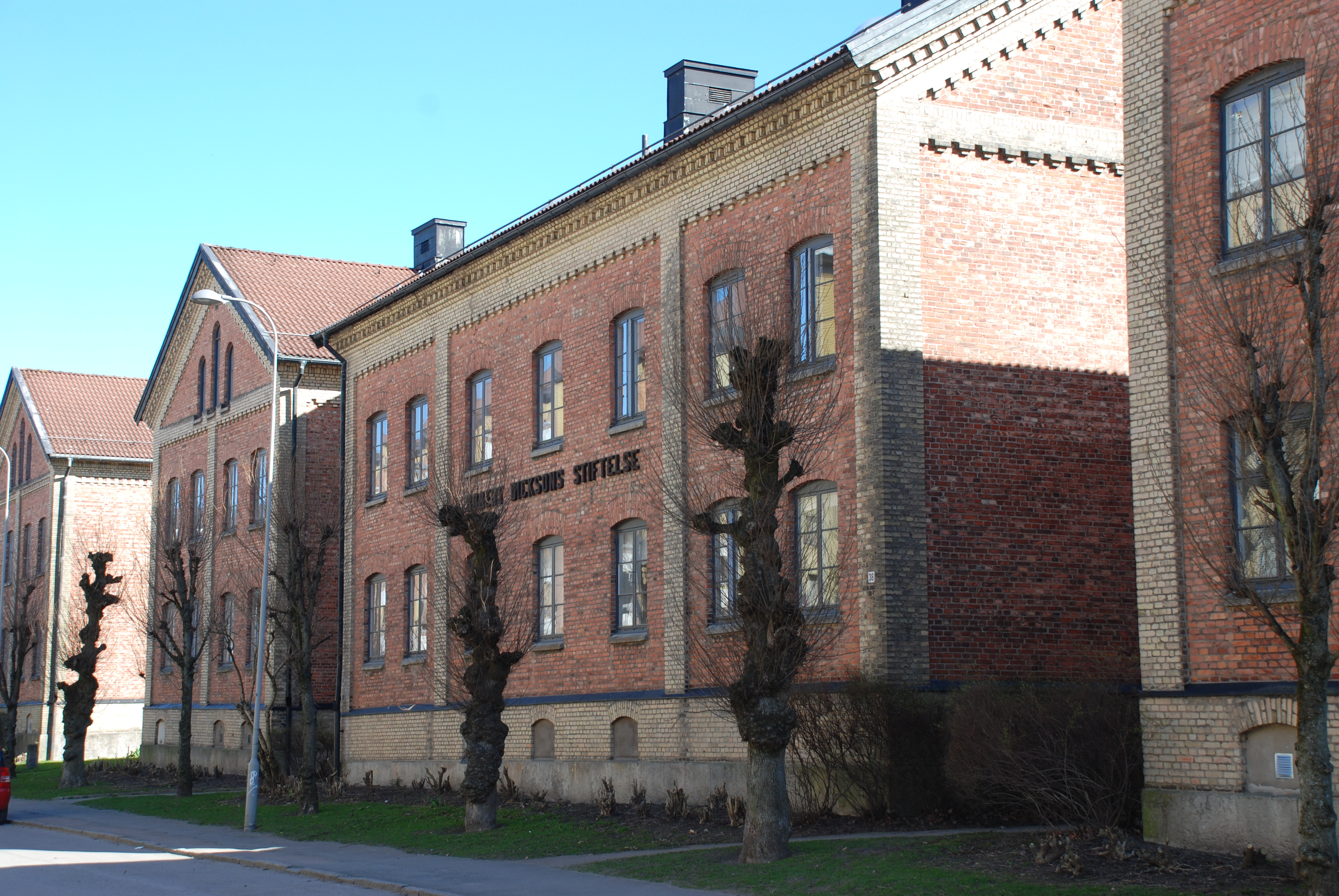
Carl Grimbergsgatan 36-40, tillhörande Robert Dicksons stiftelse.

Robert Dicksons stiftelse lät 1876 uppföra de tio husen i kvarteret nr. 9 Bananen, med gatunummer 30–50. De fyra södra husen ritades av Philip Jacob Rapp, och de sex norra husen av Victor Adler. Efter att ha varit hotade med rivning under 1960-talets saneringsvåg, räddades husen 1969 genom en uppgörelse mellan stiftelsen och det halvkommunala fastighetsbolaget Göta Lejon. Husen såldes till Göta Lejon, som 1972 lät rusta upp dom. Göteborgs Stads Bostadsaktiebolag köpte kvarteret 1976, men stiftelsen lyckades vid årsskiftet 1995/96 återköpa husen. Därmed gäller texten "Robert Dicksons Stiftelse", som står på ett av husen.

## Fastighetsbeteckningar
- (1) Annedal 6:15
- (2) Annedal 3:1
- (3) Annedal 7:1
- (4) Annedal 3:7
- (5) Annedal 7:3
- (6) Annedal 3:6
- (7) Annedal 7:8
- (8) Annedal 4:1
- (9) Annedal 7:8
- (10) Annedal 4:7
- (11) Annedal 7:8
- (12) Annedal 4:6
- (13) Annedal 7:9
- (14) Annedal 5:1
- (15) Annedal 7:9
- (16) Annedal 5:16
- (17) Annedal 7:10
- (18) Annedal 5:15
- (19) Annedal 7:10
- (20) Annedal 5:14
- (21) Annedal 7:10
- (22) Annedal 5:13
- (23) Annedal 7:9
- (24) Annedal 5:12
- (25) Annedal 7:9
- (26) Annedal 5:11
- (27) Annedal 7:10
- (28) Annedal 5:10
- (29) Annedal 7:10
- (30) Annedal 9:4
- (31) Annedal 13:18
- (32) Annedal 9:4
- (33) Annedal 13:18
- (34) Annedal 9:4
- (36) Annedal 9:4
- (38) Annedal 9:4
- (40) Annedal 9:4
- (42) Annedal 9:4
- (44) Annedal 9:4
- (46) Annedal 9:4
- (48) Annedal 9:4
- (50) Annedal 9:4
- (52) Guldheden 754:2